# Lloret de Vistalegre
Lloret de Vistalegre là một đô thị trên đảo Mallorca, thuộc quần đảo Baleares, Tây Ban Nha.